# Butanale
Il butanale, o butirraldeide secondo la vecchia nomenclatura,  è un composto chimico di formula C4H8O, appartenente alla classe delle aldeidi. A temperatura ambiente e pressione atmosferica si presenta come un liquido incolore infiammabile.
La butirraldeide è un isomero strutturale del butanone (ovvero condividono la stessa formula bruta).
È miscibile in molti solventi organici.
Se viene esposta all'aria, si ossida formando acido butirrico.

## Produzione
La butirraldeide può essere prodotta per:
- deidrogenazione catalitica del n-butanolo;
- idrogenazione catalitica della crotonaldeide;
- idroformilazione del propilene.